# San Nicola la Strada
San Nicola la Strada är en ort och kommun i provinsen Caserta i regionen Kampanien i Italien. Kommunen hade 22 753 invånare (2017).